# Surniculus
A Surniculus a madarak osztályának kakukkalakúak (Cuculiformes) rendjébe, valamint a kakukkfélék (Cuculidae) családjába és a valódi kakukkformák (Cuculinae) alcsaládjába tartozó nem.

## Rendszerezésük
A nemet René Primevère Lesson írta le 1830-ban, az alábbi fajok tartoznak ide:
- villásfarkú drongókakukk (Surniculus dicruroides)[1]
- fülöp-szigeteki drongókakukk (Surniculus velutinus)[1][2]
- ázsiai drongókakukk (Surniculus lugubris)[1][2]
- malukui drongókakukk (Surniculus musschenbroeki)[1]